# Logarithmisches Windprofil
Das logarithmische Windprofil dient zur näherungsweisen Beschreibung von Geschwindigkeitsprofilen, die in Windströmungen durch die Bodenrauigkeit oder die Bebauung entstehen. Es gilt in der bodennahen Prandtl-Schicht (bis ca. 60 m Höhe über dem Erdboden) und ist von Bedeutung für die Windenergie.
Das logarithmische vertikale Windprofil gilt nur bei neutraler Schichtung; bei einer nicht-neutralen Schichtung  (also bei stabil und bei labil) gilt es nicht.

## Definition
| Oberflächenbeschaffenheit                                          | z0 [m] |
| ------------------------------------------------------------------ | ------ |
| offshore (v10 = 5 m/s)                                             | 0,0001 |
| offshore const. (Klasse 0)                                         | 0,0002 |
| glatter Schnee                                                     | 0,001  |
| offshore (v10 = 25 m/s)                                            | 0,003  |
| glatte Erde                                                        | 0,005  |
| Flughafen / kurzgeschnittene Wiese                                 | 0,01   |
| Kulturlandschaft mit sehr wenigen Gebäuden, Bäumen etc. (Klasse 1) | 0,03   |
| Kulturlandschaft mit geschlossenem Erscheinungsbild (Klasse 2)     | 0,1    |
| Klasse 3                                                           | 0,4    |
| Vorstädte                                                          | 0,5    |
| Wald                                                               | 0,8    |
| Stadt                                                              | 1      |

In der Prandtl-Schicht nimmt die Windgeschwindigkeit {\displaystyle u} mit der Höhe {\displaystyle z} (annähernd) logarithmisch zu, also zunächst sehr rasch und dann zunehmend langsamer:
{\displaystyle u(z)={\frac {u^{*}}{\kappa }}\ln \left({\frac {z}{z_{0}}}\right)}
mit
- der Schubspannungsgeschwindigkeit {\displaystyle u^{*}} (d. h. der Wurzel aus dem spezifischen vertikalen Impulsfluss)
- der Von-Karman-Konstante {\displaystyle \kappa \approx 0{,}4}
- der dynamischen Rauigkeitslänge {\displaystyle z_{0}} (Höhe über Grund, in der das vertikale logarithmische Windprofil den Wert 0 annimmt bzw. sich die Geschwindigkeit nicht mehr ändert; s. nebenstehende Tabelle).

Häufig wird das logarithmische Profil bezogen auf die Windgeschwindigkeit {\displaystyle u_{r}} in einer Referenzhöhe {\displaystyle z_{r}}, so z. B. für die Daten des Deutschen Wetterdienstes DWD auf eine Höhe von {\displaystyle z_{r}=10\,{\text{m}}} über Grund. Mit folgender Formel kann auf eine beliebige andere Höhe umgerechnet werden:
{\displaystyle u(z)=u_{r}{\frac {\ln(z/z_{0})}{\ln(z_{r}/z_{0})}}}
denn {\displaystyle {\frac {u_{r}}{\ln(z_{r}/z_{0})}}={\frac {u(z)}{\ln(z/z_{0})}}={\frac {u^{*}}{\kappa }}}
Die starke, logarithmische Windzunahme mit der Höhe (vertikale Windscherung) in der Prandtl-Schicht sowie die Winddrehung in der Ekman-Schicht oberhalb der Prandtl-Schicht ist z. B. beim Bau von Windkraftanlagen zu berücksichtigen: durch den ungleichmäßigen Winddruck können hohe Spannungen auf die einzelnen Rotorblätter wirken.

## Herleitung
Die Atmosphärische Grenzschicht ist von Turbulenz dominiert und der vertikale turbulente Fluss horizontalen Impulses {\displaystyle \tau } ergibt sich aus den Reynolds-Gleichungen als Kovarianz zwischen Vertikal- und Horizontalgeschwindigkeit. Nimmt man an, dass mittlere Windrichtung und mittlere Schubspannung zusammenfallen, so kann man schreiben:
{\displaystyle \tau =\rho {\overline {u'w'}}=\rho u_{*}^{2}}
mit {\displaystyle u_{*}} der Schubspannungsgeschwindigkeit, {\displaystyle \rho } der Luftdichte, u und w der horizontalen bzw. vertikalen Windgeschwindigkeit und z. B. {\displaystyle u'=u-{\overline {u}}} den Abweichungen bzw. Schwankungen vom Mittelwert {\displaystyle {\overline {u}}}.

### Mischungsweglängenansatz
Die ursprüngliche Herleitung nach Ludwig Prandtl ist sehr anschaulich und basiert auf der Annahme, dass die Turbulenz bestimmte Strömungseigenschaften aus einer anderen Höhe an einen bestimmten Ort transportiert:
Nimmt man an, dass sich die Schwankungen {\displaystyle u'} und {\displaystyle w'} aus vertikalem, turbulentem Transport über eine Mischungsweglänge {\displaystyle l_{u}'} bzw. {\displaystyle l_{w}'} aus dem horizontalen Wind ergeben, so dass man
{\displaystyle u'=l_{u}'\cdot {\frac {d{\overline {u}}}{dz}}}   und   {\displaystyle w'=l_{w}'\cdot {\frac {d{\overline {u}}}{dz}}}
nähern kann, so führt dies durch Einsetzen zur Gleichung:
{\displaystyle u_{*}^{2}={\overline {l_{u}'l_{w}'}}\cdot \left({\frac {d{\overline {u}}}{dz}}\right)^{2}}
Die Mischungsweglängen sollten mit der Höhe {\displaystyle z} zunehmen (größere Turbulenzelemente) und positiv korreliert sein (derselbe Auf- bzw. Abwind transportiert die {\displaystyle u'} und {\displaystyle w'} Störung heran).
Der einfachste Ansatz hierzu ist:
{\displaystyle {\sqrt {\overline {l_{u}'l_{w}'}}}=\kappa \cdot z}
mit {\displaystyle \kappa } einer Proportionalitätskonstante. Einsetzen führt zu
{\displaystyle {\frac {d{\overline {u}}}{dz}}={\frac {u_{*}}{\kappa \cdot z}}}
Wenn {\displaystyle u_{*}} konstant mit der Höhe ist, dann lässt sich diese Gleichung integrieren. Die untere Integrationsgrenze {\displaystyle z_{0}} wird dabei so definiert, dass hier der Horizontalwind verschwindet. Man erhält das logarithmische Windprofil:
{\displaystyle {\overline {u}}(z)={\frac {u_{*}}{\kappa }}\cdot \ln \left({\frac {z}{z_{0}}}\right)}
In der Atmosphärischen Grenzschicht nimmt {\displaystyle u_{*}} in den untersten 100 m nur um wenige Prozent ab, so dass die Annahme einer konstanten Schubspannungsgeschwindigkeit gerechtfertigt ist.
Zu Ehren von Prandtl, der als Erster das logarithmische Windprofil hergeleitet hat, werden die untersten hundert Meter der atmosphärischen Grenzschicht, in denen die turbulenten Flüsse näherungsweise konstant sind, als Prandtl-Schicht bezeichnet.
Das logarithmische Windprofil findet man in der Natur bei neutraler Schichtung, das heißt, wenn sich die potentielle Temperatur nicht mit der Höhe ändert. Bei anderen Schichtungen findet man Abweichungen hiervon, die in der Monin-Obuchow-Theorie beschrieben werden. Obige Gleichung, die Gradient und Schubspannungsgeschwindigkeit verknüpft, enthält dann eine Korrekturfunktion {\displaystyle \phi _{u}}, die man als Korrektur der Mischungsweglänge interpretieren kann:
{\displaystyle {\frac {d{\overline {u}}}{dz}}=u_{*}\ {\frac {\phi _{u}(z/L_{*})}{\kappa \cdot z}}}
Der Parameter {\displaystyle L_{*}} heißt Obuchow-Länge und beschreibt die thermische Schichtung der Atmosphäre. Sie ist positiv bei stabiler (Temperatur nimmt nach oben zu) und negativ bei labiler Schichtung (Temperatur nimmt nach oben ab die Bodennahe Luft ist wärmer). Bei stabiler Schichtung werden Vertikalbewegungen unterdrückt, die Mischungsweglänge muss kleiner sein als bei neutraler Schichtung und folglich muss {\displaystyle \phi _{u}} größer als eins sein. Bei labiler Schichtung reichen Vertikalbewegungen weiter als bei neutraler Schichtung, die Mischungsweglänge muss größer werden und folglich {\displaystyle \phi _{u}} kleiner als eins sein.